# 24-Stunden-Rennen von Spa-Francorchamps 2022

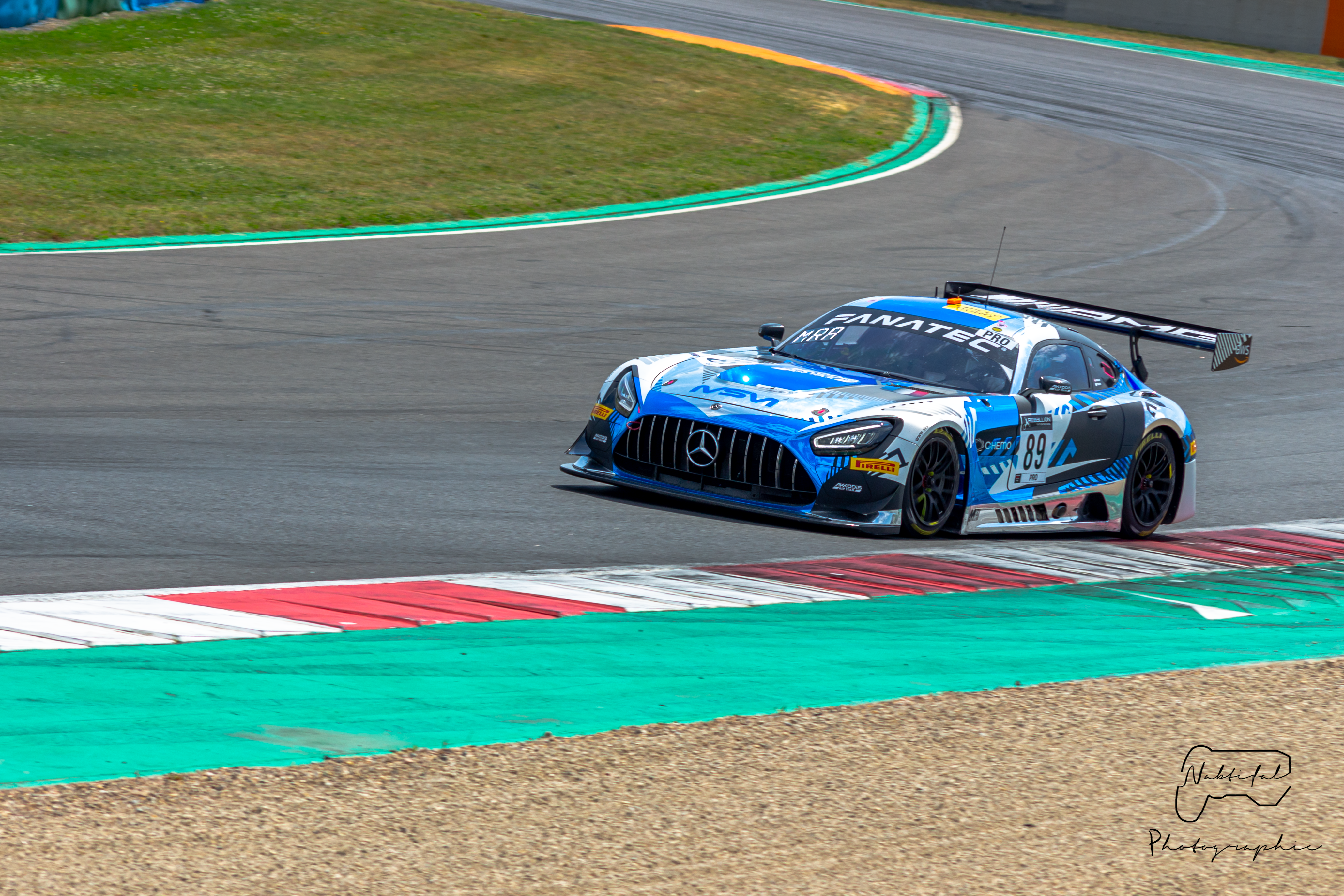
Siegerwagen Mercedes-AMG GT3 Evo von Jules Gounon, Daniel Juncadella und Raffaele Marciello; hier beim Meisterschaftsrennen in Magny-Cours

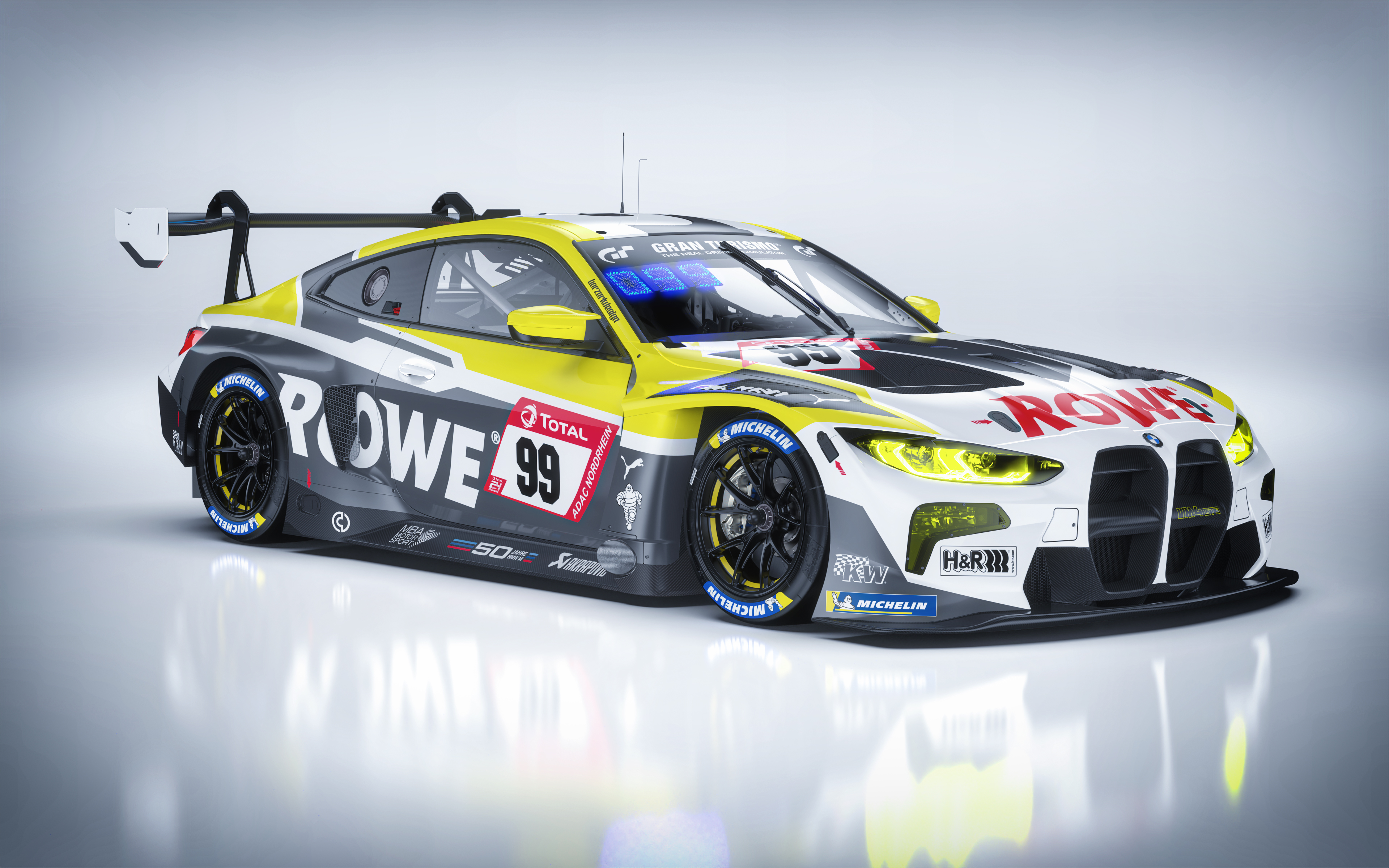
BMW G82 M4 GT3 von Rowe Racing

Das 74. 24-Stunden-Rennen von Spa-Francorchamps, auch TotalEnergies 24 Hours of Spa, fand vom 30. bis 31. Juli 2022 auf dem Circuit de Spa-Francorchamps statt und war der dritte Wertungslauf der GT World Challenge Europe dieses Jahres.

## Das Rennen
Zahlreiche Reifenschäden beeinflussten 2022 den Rennverlauf des 24-Stunden-Rennens. Zwei Stunden vor dem Ende des Rennens traf es den in Führung liegenden BMW G82 M4 GT3 von Nicky Catsburg, Augusto Farfus und Nick Yelloly. Zum Zeitpunkt des Defekts saß Yelloly am Steuer. Der unplanmäßige Boxenstopp kostete den Rowe-BMW 1½ Minuten. 30 Sekunden davon konnte das Trio bis zum Ende wieder gutmachen, mehr als der sechste Gesamtrang war aber nicht mehr möglich. Nach diesem Missgeschick war der Weg frei für den AMG-Mercedes-AMG GT3 Evo von Jules Gounon, Daniel Juncadella und Raffaele Marciello. Raffaele Marciello hielt im von dem französischen Team AKKodis ASP eingesetzten Mercedes in der letzten Rennstunde den Vorsprung auf die zweitplatzierten Maximilian Götz, Steijn Schothorst und Luca Stolz. Im Ziel hatte das Team einen Vorsprung von 40 Sekunden auf die AMG-Markenkollegen. Die 25-Sekunden-Strafe wegen mehrmaligen Überfahrens der Tracklimits aus der Anfangszeit des Rennens konnte die ASP-Mannschaft im Laufe der 24 Stunden wieder wettmachen. Für AMG war es der erste Spa-Gesamtsieg seit 2013.
Neben 15 Full-Course-Yellows-Phasen mit anschließendem Safety-Car gab es in der Nacht eine Rennunterbrechung von 42 Minuten. Die Rote Flagge war notwendig geworden, um Streckenbarrieren nach dem Unfall des Porsche 911 GT3 R mit der Startnummer 16 reparieren zu können.

## Ergebnisse

### Schlussklassement
| 1           | Pro-Cup    | 88  | AMG Team AKKodis ASP                         | Jules Gounon Daniel Juncadella Raffaele Marciello                        | Mercedes-AMG GT3 Evo         | 536 |
| 2           | Pro-Cup    | 2   | BWT AMG Team GetSpeed                        | Maximilian Götz Steijn Schothorst Luca Stolz                             | Mercedes-AMG GT3 Evo         | 536 |
| 3           | Pro-Cup    | 71  | Iron Lynx                                    | Antonio Fuoco Davide Rigon Daniel Serra                                  | Ferrari 488 GT3 Evo 2020     | 536 |
| 4           | Pro-Cup    | 55  | AMG Team GruppeM Racing                      | Maximilian Buhk Maro Engel Mikaël Grenier                                | Mercedes-AMG GT3 Evo         | 536 |
| 5           | Pro-Cup    | 50  | BMW Junior Team with Rowe Racing             | Daniel Harper Max Hesse Neil Verhagen                                    | BMW M4 GT3                   | 536 |
| 6           | Pro-Cup    | 98  | Rowe Racing                                  | Nicky Catsburg Augusto Farfus Nick Yelloly                               | BMW M4 GT3                   | 536 |
| 7           | Pro-Cup    | 47  | KC Motorgroup                                | Dennis Olsen Nick Tandy Laurens Vanthoor                                 | Porsche 911 GT3 R (991.II)   | 536 |
| 8           | Pro-Cup    | 38  | Jota Sport                                   | Rob Bell Marvin Kirchhöfer Oliver Wilkinson                              | McLaren 720S GT3             | 536 |
| 9           | Pro-Cup    | 51  | Iron Lynx                                    | James Calado Miguel Molina Nicklas Nielsen                               | Ferrari 488 GT3 Evo 2020     | 535 |
| 10          | Pro-Cup    | 10  | Beechdean AMR                                | Maxime Martin Marco Sørensen Nicki Thiim                                 | Aston Martin Vantage AMR GT3 | 534 |
| 11          | Pro-Cup    | 6   | Orange 1 K-Pax Racing                        | Andrea Caldarelli Marco Mapelli Jordan Pepper                            | Lamborghini Huracán GT3 Evo  | 534 |
| 12          | Pro-Cup    | 66  | Audi Sport Team Attempto                     | Dennis Marschall Ricardo Feller Markus Winkelhock                        | Audi R8 LMS Evo II           | 534 |
| 13          | Silver-Cup | 30  | ROFGO Racing with Team WRT                   | Benjamin Goethe Thomas Neubauer Jean-Baptiste Simmenauer                 | Audi R8 LMS Evo II           | 533 |
| 14          | Pro-Cup    | 19  | Emil Frey Racing                             | Giacomo Altoè Arthur Rougier Léo Roussel                                 | Lamborghini Huracán GT3 Evo  | 533 |
| 15          | Silver-Cup | 99  | Attempto Racing                              | Alex Aka Juuso Puhakka Nicolas Schöll Marius Zug                         | Audi R8 LMS Evo II           | 533 |
| 16          | Silver-Cup | 14  | Emil Frey Racing                             | Konsta Lappalainen Tuomas Tujula Stuart White                            | Lamborghini Huracán GT3 Evo  | 532 |
| 17          | Pro-Cup    | 46  | Monster VR46 with Team WRT                   | Nico Müller Valentino Rossi Frédéric Vervisch                            | Audi R8 LMS Evo II           | 531 |
| 18          | Gold-Cup   | 83  | Iron Dames                                   | Sarah Bovy Rahel Frey Michelle Gatting Doriane Pin                       | Ferrari 488 GT3 Evo 2020     | 531 |
| 19          | Pro-Cup    | 25  | Audi Sport Team Saintéloc                    | Lucas Légeret Christopher Mies Patric Niederhauser                       | Audi R8 LMS Evo II           | 531 |
| 20          | Pro-Am-Cup | 52  | AF Corse                                     | Andrea Bertolini Stefano Costantini Louis Machiels Alessio Rovera        | Ferrari 488 GT3 Evo 2020     | 530 |
| 21          | Silver-Cup | 163 | Vincenzo Sospiri Racing                      | Luis Michael Dörrbecker Mattia Michelotto Baptiste Moulin Marcus Påverud | Lamborghini Huracán GT3 Evo  | 529 |
| 22          | Pro-Cup    | 74  | EMA Motorsport                               | Matt Campbell Mathieu Jaminet Felipe Nasr                                | Porsche 911 GT3 R (991.II)   | 529 |
| 23          | Silver-Cup | 90  | Madpanda Motorsport                          | Patrick Kujala Ezequiel Pérez Companc Óscar Tunjo Sean Walkinshaw        | Mercedes-AMG GT3 Evo         | 528 |
| 24          | Gold-Cup   | 90  | Team WRT                                     | Ulysse de Pauw Arnold Robin Maxime Robin Ryuichiro Tomita                | Audi R8 LMS Evo II           | 528 |
| 25          | Silver-Cup | 56  | Dinamic Motorsport                           | Mauro Calamia Marius Nakken Mikkel Pedersen Giorgio Roda                 | Porsche 911 GT3 R (991.II)   | 527 |
| 26          | Gold-Cup   | 93  | Sky Tempesta Racing by HRT                   | Eddie Cheever III Chris Froggatt Jonathan Hui Loris Spinelli             | Mercedes-AMG GT3 Evo         | 527 |
| 27          | Gold-Cup   | 7   | Inception Racing with Optimum Motorsport     | Brendan Iribe Ollie Millroy Sebastian Priaulx Frederik Schandorff        | McLaren 720S GT3             | 527 |
| 28          | Pro-Am-Cup | 75  | SunEnergy1 Racing by SPS                     | Dominik Baumann Philip Ellis Kenny Habul Martin Konrad                   | Mercedes-AMG GT3 Evo         | 527 |
| 29          | Silver-Cup | 22  | Allied Racing                                | Vincent Andronaco Dominik Fischli Patrik Matthiesen Joel Sturm           | Porsche 911 GT3 R (991.II)   | 526 |
| 30          | Pro-Am-Cup | 22  | Thailand Singha Racing Team TP 12            | Earl Bamber Piti Bhirombhakdi Christophe Hamon Tanart Sathienthirakul    | Porsche 911 GT3 R (991.II)   | 526 |
| 31          | Gold-Cup   | 44  | GetSpeed Performance                         | Patrick Assenheimer Michael Blanchemain Axel Blom Jim Pla                | Mercedes-AMG GT3 Evo         | 524 |
| 32          | Gold-Cup   | 8   | AGS Events                                   | Loris Cabirou Ruben del Sarte Nicolas Gomar Mike Parisy                  | Lamborghini Huracán GT3 Evo  | 522 |
| 33          | Gold-Cup   | 21  | AGS Events                                   | Alessandro Balzan Hugo Delacour David Perel Cedric Sbirrazzuoli          | Ferrari 488 GT3 Evo 2020     | 519 |
| 34          | Bronze-Cup | 20  | SPS Automotive Performance                   | Reema Juffali George Kurtz Tim Müller Valentin Pierburg                  | Mercedes-AMG GT3 Evo         | 514 |
| 35          | Silver-Cup | 583 | Vincenzo Sospiri Racing                      | Karol Basz Michele Beretta Benjamin Hites Yuki Nemoto                    | Lamborghini Huracán GT3 Evo  | 514 |
| 36          | Silver-Cup | 28  | Samantha Tan Racing                          | Harry Gottsacker Maxime Oosten Nick Wittmer Samantha Tan                 | BMW G82 M4 GT3               | 510 |
| 37          | Bronze-Cup | 35  | Walkenhorst Motorsport                       | Jörg Breuer Theo Oeverhaus Henry Walkenhorst Don Yount                   | BMW G82 M4 GT3               | 509 |
| 38          | Pro-Am-Cup | 23  | Heart of Racing with TF Sport                | Charlie Eastwood Ross Gunn Alex Riberas                                  | Aston Martin Vantage AMR GT3 | 497 |
| 39          | Silver-Cup | 31  | Team WRT                                     | Finlay Hutchison Diego Menchaca Lewis Proctor                            | Audi R8 LMS Evo II           | 497 |
| 40          | Gold-Cup   | 57  | Winward Motorsport                           | Lucas Auer Lorenzo Ferrari Jens Liebhauser Russell Ward                  | Mercedes-AMG GT3 Evo         | 429 |
| 41          | Pro-Am-Cup | 188 | Garage 59                                    | Henrique Chaves Dean Macdonald Miguel Ramos Alexander West               | McLaren 720S GT3             | 394 |
| 42          | Gold-Cup   | 42  | Walkenhorst Motorsport                       | Michael Dinan Robby Foley Richard Heistand Jens Klingmann                | BMW G82 M4 GT3               | 392 |
| 43          | Pro-Am-Cup | 24  | Porsche Zentrum Oberer Zürichsee by Herberth | Stefan Aust Nicolas Leutwiler Nico Menzel Alessio Picariello             | Porsche 911 GT3 R (991.II)   | 382 |
| Ausgefallen |            |     |                                              |                                                                          |                              |     |
| 44          | Pro-Cup    | 100 | Toksport WRT                                 | Julien Andlauer Marvin Dienst Sven Müller                                | Porsche 911 GT3 R (991.II)   | 374 |
| 45          | Silver-Cup | 87  | AKKodis ASP Team                             | Thomas Drouet Tommaso Mosca Casper Stevenson                             | Mercedes-AMG GT3 Evo         | 367 |
| 46          | Silver-Cup | 4   | Haupt Racing Team                            | Frank Bird Jannes Fittje Jordan Love Alain Valente                       | Mercedes-AMG GT3 Evo         | 333 |
| 47          | Gold-Cup   | 77  | Barwell Motorsport                           | Ahmad Al Harthy Sam de Haan Alex MacDowall Sandy Mitchell                | Lamborghini Huracán GT3 Evo  | 333 |
| 48          | Pro-Cup    | 32  | Audi Sport Team WRT                          | Dries Vanthoor Kelvin van der Linde Charles Weerts                       | Audi R8 LMS Evo II           | 293 |
| 49          | Silver-Cup | 27  | Leipert Motorsport                           | Tyler Cooke Brendon Leitch Isaac Tutumlu Max Weering                     | Lamborghini Huracán GT3 Evo  | 262 |
| 50          | Gold-Cup   | 5   | Haupt Racing Team                            | Hubert Haupt Arjun Maini Gabriele Piana Florian Scholze                  | Mercedes-AMG GT3 Evo         | 256 |
| 51          | Silver-Cup | 159 | Garage 59                                    | James Baldwin Nicolai Kjærgaard Manuel Maldonado Ethan Simioni           | McLaren 720S GT3             | 227 |
| 52          | Pro-Cup    | 221 | GPX Martini Racing                           | Michael Christensen Kévin Estre Richard Lietz                            | Porsche 911 GT3 R (991.II)   | 221 |
| 53          | Pro-Am-Cup | 16  | EBM Grove Racing                             | Adrian D’Silva Brenton Grove Stephen Grove Matthew Payne                 | Porsche 911 GT3 R (991.II)   | 206 |
| 54          | Silver-Cup | 3   | GetSpeed Performance                         | Sébastien Baud Valdemar Eriksen Jeff Kingsley                            | Mercedes-AMG GT3 Evo         | 199 |
| 55          | Gold-Cup   | 911 | Herberth Motorsport                          | Ralf Bohn Alfred Renauer Thomas Renauer                                  | Porsche 911 GT3 R (991.II)   | 192 |
| 56          | Pro-Cup    | 63  | Emil Frey Racing                             | Jack Aitken Mirko Bortolotti Albert Costa                                | Lamborghini Huracán GT3 Evo  | 190 |
| 57          | Gold-Cup   | 107 | Classic and Modern Racing                    | Nigel Bailly Antonin Borga Stéphane Lémeret Maxime Soulet                | Bentley Continental GT3      | 187 |
| 58          | Pro-Cup    | 54  | Dinamic Motorsport                           | Klaus Bachler Côme Ledogar Thomas Preining                               | Porsche 911 GT3 R (991.II)   | 176 |
| 59          | Silver-Cup | 11  | Tresor by Car Collection                     | Daniele di Amato Alberto di Folco Pierre-Alexandre Jean Lorenzo Patrese  | Audi R8 LMS Evo II           | 162 |
| 60          | Gold-Cup   | 10  | Boutsen Ginion Racing                        | Adam Eteki Antoine Leclerc Benjamin Lessennes Karim Ojjeh                | Audi R8 LMS Evo II           | 153 |
| 61          | Pro-Am-Cup | 9   | Herberth Motorsport                          | Antares Au Jaxon Evans Dylan Pereira Kevin Tse                           | Porsche 911 GT3 R (991.II)   | 100 |
| 62          | Pro-Cup    | 12  | Audi Sport Team Tresor                       | Mattia Drudi Luca Ghiotto Christopher Haase                              | Audi R8 LMS Evo II           | 92  |
| 63          | Silver-Cup | 777 | Al Manar Racing by HRT                       | Al Faisal Al Zubair Axcil Jefferies Daniel Morad Fabian Schiller         | Mercedes-AMG GT3 Evo         | 58  |
| 64          | Silver-Cup | 97  | Beechdean AMR                                | Roman De Angelis Charlie Fagg Theo Nouet David Pittard                   | Aston Martin Vantage AMR GT3 | 57  |
| 65          | Gold-Cup   | 91  | Allied Racing                                | Julien Apotheloz Ayhancan Güven Florian Latorre Alex Malykhin            | Porsche 911 GT3 R (991.II)   | 57  |
| 66          | Silver-Cup | 26  | Saintéloc Junior Team                        | Nicolas Baert Cesar Gazeau Gilles Magnus Aurélien Panis                  | Audi R8 LMS Evo II           | 38  |

### Nur in der Meldeliste
Zu diesem Rennen sind keine weiteren Meldungen bekannt.

### Klassensieger
| Klasse     | Fahrer           | Fahrer             | Fahrer                   | Fahrer            | Fahrzeug                 | Platzierung im Gesamtklassement |
| ---------- | ---------------- | ------------------ | ------------------------ | ----------------- | ------------------------ | ------------------------------- |
| Pro-Cup    | Jules Gounon     | Daniel Juncadella  | Raffaele Marciello       |                   | Mercedes-AMG GT3 Evo     | Gesamtsieg                      |
| Pro-Am-Cup | Andrea Bertolini | Stefano Costantini | Louis Machiels           | Alessio Rovera    | Ferrari 488 GT3 Evo 2020 | Rang 20                         |
| Gold-Cup   | Sarah Bovy       | Rahel Frey         | Michelle Gatting         | Doriane Pin       | Ferrari 488 GT3 Evo 2020 | Rang 18                         |
| Silver-Cup | Benjamin Goethe  | Thomas Neubauer    | Jean-Baptiste Simmenauer |                   | Audi R8 LMS Evo II       | Rang 13                         |
| Bronze-Cup | Reema Juffali    | George Kurtz       | Tim Müller               | Valentin Pierburg | Mercedes-AMG GT3 Evo     | Rang 34                         |

### Renndaten
- Gemeldet: 66
- Gestartet: 66
- Gewertet: 43
- Rennklassen: 5
- Zuschauer: unbekannt
- Wetter am Renntag: warm und trocken
- Streckenlänge: 7,004 km
- Fahrzeit des Siegerteams: 24:00:36,729 Stunden
- Gesamtrunden des Siegerteams: 536
- Gesamtdistanz des Siegerteams: 3750,144 km
- Siegerschnitt: 156,200 km/h
- Pole Position: Andrea Calderelli – Lamborghini Huracán GT3 Evo (#8) – 2:16,221
- Schnellste Rennrunde: Allesio Rovera – Ferrari 488 GT3 Evo 2020 (#52) – 2:17,480
- Rennserie: 3. Lauf zur GT World Challenge Europe 2022